# Mistrovství Evropy juniorů v ledním hokeji 1981
Mistrovství Evropy juniorů v ledním hokeji 1981 byl 14. ročník této soutěže. Turnaj hostilo od 2. do 9. dubna sovětské město Minsk. Hráli na něm hokejisté narození v roce 1963 a mladší.

## Výsledky

### Základní skupiny
| Poř. | Tým       | TCH  | SWE  | SUI  | POL  | Z | V | R | P | Skóre | B |
| 1.   | ČSSR      | —    | 4:4  | 13:0 | 21:0 | 3 | 2 | 1 | 0 | 38:4  | 5 |
| 2.   | Švédsko   | 4:4  | —    | 9:2  | 20:3 | 3 | 2 | 1 | 0 | 33:9  | 5 |
| 3.   | Švýcarsko | 0:13 | 2:9  | —    | 7:2  | 3 | 1 | 0 | 2 | 9:24  | 2 |
| 4.   | Polsko    | 0:21 | 3:20 | 2:7  | —    | 3 | 0 | 0 | 3 | 5:48  | 0 |

| Poř. | Tým           | URS  | FIN  | GER  | AUT  | Z | V | R | P | Skóre | B |
| 1.   | Sovětský svaz | —    | 9:2  | 17:0 | 17:0 | 3 | 3 | 0 | 0 | 43:2  | 6 |
| 2.   | Finsko        | 2:9  | —    | 10:1 | 10:2 | 3 | 2 | 0 | 1 | 22:12 | 4 |
| 3.   | SRN           | 0:17 | 1:10 | —    | 2:0  | 3 | 1 | 0 | 2 | 3:27  | 2 |
| 4.   | Rakousko      | 0:17 | 2:10 | 0:2  | —    | 3 | 0 | 0 | 3 | 2:29  | 0 |

### Skupiny o konečné umístění
Vzájemné výsledky ze základních skupin se započetly celkům i do skupin o konečné umístění.
| Poř. | Tým           | URS   | TCH   | SWE   | FIN   | Z | V | R | P | Skóre | B |
| 1.   | Sovětský svaz | —     | 3:3   | 10:1  | (9:2) | 3 | 2 | 1 | 0 | 22:6  | 5 |
| 2.   | ČSSR          | 3:3   | —     | (4:4) | 4:3   | 3 | 1 | 2 | 0 | 11:10 | 4 |
| 3.   | Švédsko       | 1:10  | (4:4) | —     | 5:1   | 3 | 1 | 1 | 1 | 10:15 | 3 |
| 4.   | Finsko        | (2:9) | 3:4   | 1:5   | —     | 3 | 0 | 0 | 3 | 6:18  | 0 |

| Poř. | Tým       | SUI   | POL   | GER   | AUT   | Z | V | R | P | Skóre | B |
| 5.   | Švýcarsko | —     | (7:2) | 2:2   | 7:2   | 3 | 2 | 1 | 0 | 16:6  | 5 |
| 6.   | Polsko    | (2:7) | —     | 4:2   | 4:0   | 3 | 2 | 0 | 1 | 10:9  | 4 |
| 7.   | SRN       | 2:2   | 2:4   | —     | (2:0) | 3 | 1 | 1 | 1 | 6:6   | 3 |
| 8.   | Rakousko  | 2:7   | 0:4   | (0:2) | —     | 3 | 0 | 0 | 3 | 2:13  | 0 |

 Rakousko sestoupilo z elitní skupiny.

## Turnajová ocenění
|                            | Brankář          | Obránce          | Obránce          | Útočníci       | Útočníci         | Útočníci       |
| -------------------------- | ---------------- | ---------------- | ---------------- | -------------- | ---------------- | -------------- |
| Ceny direktoriátu IIHF     | Jacob Gustavsson | Antonín Stavjaňa | Antonín Stavjaňa | Leonid Truchno | Leonid Truchno   | Leonid Truchno |
| All-Star Tým (podle médií) | Andrej Karpin    | Vladimir Ťurikov | Hannu Virta      | Oļegs Znaroks  | Vladimír Růžička | Leonid Truchno |

### Produktivita
|                  | G  | A | B  |
| ---------------- | -- | - | -- |
| Oļegs Znaroks    | 8  | 8 | 16 |
| Vladimír Růžička | 8  | 8 | 16 |
| Leonid Truchno   | 10 | 3 | 13 |
| Sergej Charin    | 6  | 6 | 12 |
| Kjell Dahlin     | 5  | 5 | 10 |

## Mistři Evropy - SSSR
Brankáři: Andrej Karpin, Igor Kurnošenko

Obránci: Ilja Bjakin, Vladimir Gorbunov, Vladimir Ťurikov, Igor Stělnov, Svjatoslav Chalizov, Andrej Martěmjanov, Vjačeslav Grigorjev, Sergej Usanov

Útočníci: Alexej Anisimov, Vladimir Romanov, Sergej Prjachin, Sergej Žebrovskij, Arkadij Obuchov, Oleg Starkov, Leonid Truchno, Michail Koršunov, Oļegs Znaroks, Sergej Charin.

## Československá reprezentace
Brankáři: Václav Fürbacher, Tomáš Křížek

Obránci: Jaromír Látal, Karel Soudek, Antonín Stavjaňa, Jaroslav Murgaš, Miloš Rehák, František Musil, Aleš Tomášek

Útočníci: Petr Rosol, Petr Bílek, Jiří Poner, Milan Černý, Anton Tomko, Jiří Jiroutek, Libor Dolana, Ludvík Kopecký, Zdeněk Hrabě, Zdeněk Berger, Vladimír Růžička.

## Nižší skupiny

### B skupina
Šampionát B skupiny se odehrál v Miercurea Ciuc v Rumunsku, postup na mistrovství Evropy juniorů 1982 si vybojovali Francouzi. Naopak sestoupili
Maďaři.
1.  Francie

2.  Norsko

3.  Jugoslávie

4.  Itálie

5.  Rumunsko

6.  Dánsko

7.  Bulharsko

8.  Maďarsko

### C skupina
Šampionát C skupiny se odehrál v Belgii (Lutych, Heist-op-den-Berg, Geel, Deurne) a Nizozemí (Roosendaal, Tilburg), vyhráli jej Nizozemci.
1.  Nizozemí

2.  Velká Británie

3.  Belgie